# Leapin' and Lopin'
Leapin' and Lopin' è un album del pianista statunitense Sonny Clark, pubblicato dalla Blue Note Records nel 1962.
Il disco (ultimo inciso come leader) fu registrato negli studi di Rudy Van Gelder a Englewood Cliffs nel New Jersey (Stati Uniti).

## Tracce
Lato A
1. Somethin' Special – 6:23 (Sonny Clark) – Registrato il 13 novembre del 1961 a Englewood Cliffs, N.J.
2. Deep in a Dream – 6:47 (Eddie DeLange, Jimmy Van Heusen) – Registrato il 13 novembre del 1961 a Englewood Cliffs, N.J.
3. Melody for C – 7:50 (Sonny Clark) – Registrato il 13 novembre del 1961 a Englewood Cliffs, N.J.

Lato B
1. Eric Walks – 5:41 (Butch Warren) – Registrato il 13 novembre del 1961 a Englewood Cliffs, N.J.
2. Voodoo – 7:39 (Sonny Clark) – Registrato il 13 novembre del 1961 a Englewood Cliffs, N.J.
3. Midnight Mambo – 7:15 (Tommy Turrentine) – Registrato il 13 novembre del 1961 a Englewood Cliffs, N.J.

CD del 1987, pubblicato dalla Blue Note Records
1. Somethin' Special – 6:18 (Sonny Clark)
2. Deep in a Dream – 6:42 (Eddie DeLange, Jimmy Van Heusen)
3. Melody for C – 7:45 (Sonny Clark)
4. Melody for C – 8:10 (Sonny Clark) – Bonus track, alternate take
5. Eric Walks – 5:37 (Butch Warren)
6. Voodoo – 7:37 (Sonny Clark)
7. Midnight Mambo – 7:10 (Tommy Turrentine)
8. Zellmar's Delight – 5:38 (Sonny Clark) – Bonus track
  - Brano numero 8, registrato il 13 novembre del 1961 a Englewood Cliffs, N.J.

CD del 2008, pubblicato dalla Blue Note Records
1. Somethin' Special – 6:20 (Sonny Clark)
2. Deep in a Dream – 6:44 (Eddie DeLange, Jimmy Van Heusen)
3. Melody for C – 7:47 (Sonny Clark)
4. Eric Walks – 5:39 (Butch Warren)
5. Voodoo – 7:38 (Sonny Clark)
6. Midnight Mambo – 7:15 (Tommy Turrentine)
7. Zellmar's Delight – 5:40 (Sonny Clark)
8. Melody for C – 8:14 (Sonny Clark) – Bonus track, alternate take

## Musicisti
Sonny Clark Quintet
(brani LP : A1, A3, B1, B2 & B3 / brani CD 1987 : 04 & 08 / CD 2008 : 08)
- Sonny Clark - pianoforte
- Charlie Rouse - sassofono tenore
- Tommy Turrentine - tromba
- Butch Warren - contrabbasso
- Billy Higgins - batteria

Sonny Clark Quartet
(brano LP : A2 / brano CD 1987 : 02 / brano CD 2008 : 02)
- Sonny Clark - pianoforte
- Ike Quebec - sassofono tenore
- Butch Warren - contrabbasso
- Billy Higgins - batteria